# Liste der Kulturdenkmäler in Venningen
In der Liste der Kulturdenkmäler in Venningen sind alle Kulturdenkmäler der rheinland-pfälzischen Ortsgemeinde Venningen aufgeführt. Grundlage ist die Denkmalliste des Landes Rheinland-Pfalz (Stand: 14. August 2023).

## Denkmalzonen
| Bezeichnung                    | Lage                                                                         | Baujahr                 | Beschreibung | Bild                           |
| ------------------------------ | ---------------------------------------------------------------------------- | ----------------------- | --- | ------------------------------ |
| Denkmalzone Ortskern           | Dalbergstraße 1–17 und 2–16, Hauptstraße 1–43 und 2–50, Schafstraße 2–6 Lage | 16. bis 19. Jahrhundert | geschlossene historische Bebauung vor allem mit Winzerhöfen des 16. bis 19. Jahrhunderts, überwiegend Giebelhäuser (Haken- und Dreiseithöfe), straßenbildprägende Toranlagen, viel Fachwerk | Fotos hochladen                |
| Denkmalzone Jüdischer Friedhof | nördlich des Ortes an der L 542 Lage                                         | 1888                    | 1888 eröffnet, etwa 30 Grabsteine bis in die 1930er Jahre | weitere Bilder Fotos hochladen |

## Einzeldenkmäler
| Bezeichnung                       | Lage                                                       | Baujahr                            | Beschreibung | Bild                           |
| --------------------------------- | ---------------------------------------------------------- | ---------------------------------- | --- | ------------------------------ |
| Toranlage                         | Dalbergstraße, an Nr. 1 Lage                               | 1730                               | Toranlage, 1730; großteils Holzbauweise | BW                             |
| Katholisches Pfarrhaus            | Dalbergstraße 2 Lage                                       | 1608                               | Krüppelwalmdachbau über Hochkeller, bezeichnet 1608, Hausmadonna, Torbogen mit Nebenpforte, bezeichnet 1610 | Fotos hochladen                |
| Wohnhaus                          | Dalbergstraße 3 Lage                                       | 1759                               | barockes Fachwerkhaus, Krüppel- und Fußwalmdach, bezeichnet 1759, hölzerne Toranlage | Fotos hochladen                |
| Hofanlage                         | Dalbergstraße 5 Lage                                       | erste Hälfte des 18. Jahrhunderts  | Hofanlage; barockes Fachwerkhaus mit Krüppelwalmdach, erste Hälfte des 18. Jahrhunderts, Torbogen mit Nebenpforte, bezeichnet 1720 (Bild)                                                                                        | weitere Bilder Fotos hochladen |
| Hofanlage                         | Dalbergstraße 7 Lage                                       | um 1700                            | Hakenhof; barockes Fachwerkhaus, teilweise massiv, Krüppel- und Fußwalmdach, um 1700 | Fotos hochladen                |
| Wohnhaus                          | Dalbergstraße 15 Lage                                      | 18. Jahrhundert                    | barockes Fachwerkhaus, teilweise massiv, 18. Jahrhundert | Fotos hochladen                |
| Dalberger Hof                     | Dalbergstraße 17 Lage                                      | 1711                               | eingeschossiges barockes Wohnhaus über Hochkeller, rustizierter Hoftorbogen, bezeichnet 1711 (Bild) | weitere Bilder Fotos hochladen |
| Kilometerstein                    | Edenkobener Straße, am westlichen Ortsrand Lage            | zweite Hälfte des 19. Jahrhunderts | Sandsteinkegel, zweite Hälfte des 19. Jahrhunderts | Fotos hochladen                |
| Katholische Pfarrkirche St. Georg | Hauptstraße Lage                                           |                                    | romanischer ehemaliger Chorturm, barocker Saalbau, 1744, Architekt wohl Johann Georg Stahl; Wappen Christoph Möhring, bezeichnet 1750; Missionskreuz, 1882; Eselrückensturz der Kirchhofmauerpforte, Anfang des 17. Jahrhunderts | weitere Bilder Fotos hochladen |
| Kriegerdenkmal                    | Hauptstraße, bei der Kirche Lage                           | 1920er Jahre                       | Kriegerdenkmal 1914/18, Heiliger Georg, 1920er Jahre | Fotos hochladen                |
| Torbogen                          | Hauptstraße, an Nr. 8 Lage                                 | 1591                               | Renaissance-Torbogen mit Nebenpforte, bezeichnet 1591 (Bild) | weitere Bilder Fotos hochladen |
| Skulptur                          | Hauptstraße, an Nr. 10 Lage                                | 18. Jahrhundert                    | Immakulata; barocke Figur in Muschelnische, 18. Jahrhundert | Fotos hochladen                |
| Torbogen                          | Hauptstraße, an Nr. 13 Lage                                | 1574                               | Renaissance-Torbogen, bezeichnet 1574 (Bild) | weitere Bilder Fotos hochladen |
| Hofanlage                         | Hauptstraße 17 Lage                                        | 17. und 18. Jahrhundert            | Dreiseithof, 17. und 18. Jahrhundert; barockes Fachwerkhaus, teilweise massiv, 18. Jahrhundert, Renaissance-Torbogen bezeichnet 1611                                                                                             | Fotos hochladen                |
| Spolie                            | Hauptstraße, an Nr. 18 Lage                                | 1580                               | Wappenstein, bezeichnet 1580 | Fotos hochladen                |
| Torbogen                          | Hauptstraße, an Nr. 20 Lage                                | 1712                               | Torbogen mit Nebenpforte, bezeichnet 1712 | Fotos hochladen                |
| Hofanlage                         | Hauptstraße 22 Lage                                        | um 1600                            | Hofanlage; Fachwerkhaus, teilweise massiv, im Kern um 1600 | Fotos hochladen                |
| Rathaus                           | Hauptstraße 27 Lage                                        | 1538                               | Walmdachbau, offene Erdgeschosshalle, im Kern von 1538, 1777 barock überformt, Kellerbogen bezeichnet 1751 (Bild), Gurtgesims bezeichnet 1850                                                                                    | weitere Bilder Fotos hochladen |
| Wohnhaus                          | Hauptstraße 28a Lage                                       | Mitte des 19. Jahrhunderts         | spätklassizistisches Wohnhaus, Mitte des 19. Jahrhunderts | Fotos hochladen                |
| Hofanlage                         | Hauptstraße 30 Lage                                        | 1708                               | Dreiseithof; barockes Fachwerkhaus, teilweise massiv, Krüppelwalmdach, bezeichnet 1708; Torbogen mit Nebenpforte, bezeichnet 1707                                                                                                | Fotos hochladen                |
| Hofanlage                         | Hauptstraße 44 Lage                                        | Mitte des 18. Jahrhunderts         | Hakenhof; barockes Fachwerkhaus, teilweise massiv, wohl aus der Mitte des 18. Jahrhunderts; Torbogen bezeichnet 1752 | Fotos hochladen                |
| Schulhaus                         | Mühlstraße 10 Lage                                         | 1903                               | ehemalige Schule; Sandsteinquaderbau, bezeichnet 1903 | Fotos hochladen                |
| Synagoge                          | Schafstraße 15 Lage                                        |                                    | ehemaliges Gasthaus mit Tanzsaal; umgebaut zur Synagoge, 1868 (seit 1847?); Türsturz mit hebräischer Inschrift (Bild) | weitere Bilder Fotos hochladen |
| Kilometerstein                    | nördlich des Ortes an der L 542 Lage                       | zweite Hälfte des 19. Jahrhunderts | Sandsteinkegel, zweite Hälfte des 19. Jahrhunderts | Fotos hochladen                |
| Friedhofskreuz und Grabmal        | nördlich des Ortes an der L 542, auf dem Friedhof Lage     | ab 1812                            | Friedhofskreuz, Kreuz auf klassizistischem Tischsockel, bezeichnet 1812; Grabmal C. J. Herrmann, Knabe auf altarförmigem Unterbau (Bild), um 1876                                                                                | weitere Bilder Fotos hochladen |
| Wegekreuz                         | östlich des Ortes an der K 6; Flur Am Falltor Lage         | ab 1774                            | Wegekreuz, barock, Fünfwundentypus, bezeichnet 1912, Sockel bezeichnet 1774 (Bild) und 1812 (renoviert); daneben Sandsteinpfosten, bezeichnet 1728                                                                               | weitere Bilder Fotos hochladen |
| Bildstock                         | südlich des Ortes an der L 542; Flur Weiheräcker Lage      | 1721                               | Bildstock, bezeichnet 1721 | Fotos hochladen                |
| Bildstock                         | westlich des Ortes an der K 6; Flur Am Edenkobner Weg Lage | 1744                               | Bildstock, bezeichnet 1744 (Bild) | weitere Bilder Fotos hochladen |